# Polycaon punctatus
Polycaon punctatus är en skalbaggsart som beskrevs av Leconte 1866. Polycaon punctatus ingår i släktet Polycaon och familjen kapuschongbaggar. Inga underarter finns listade i Catalogue of Life.